# Eriophorum pylaieanum
Eriophorum pylaieanum là loài thực vật có hoa trong họ Cói. Loài này được Raymond mô tả khoa học đầu tiên năm 1951.